# Église Saint-Nicolas-du-Lieu-sec
L'église Saint-Nicolas-du-Lieu-sec (en langue russe : Церковь Николы со Усохи) est une église orthodoxe située dans la ville de Pskov. Elle est classée comme édifice du XVe siècle- XVIe siècle d'intérêt historique et culturel dans la fédération de Russie. Elle se trouve dans le quartier du centre ville appelé Sredni gorad .
Son emplacement est un endroit asséché, anciennement rivière ou marais, d'où provient son nom.

## Description
L'église Saint-Nicolas-du-Lieu-sec est située dans le centre de Pskov, à proximité de l'Église Saint-Basile dans la rue Sovietskaïa. Cette rue était la rue principale du vieux Pskov et s'appelait avant rue Velikaïa ce qui signifie " Grand rue" . Sur le parvis de Saint-Nicolas se tenaient les assemblées populaires de ce quartier de la ville. Ses dimensions sont : pour le rectangle de la surface au sol : 20 х 16 mètres, pour la hauteur avec le dôme : environ 40 mètres; pour la largeur avec le porche nord : 22 mètres, pour la longueur avec le porche ouest et l'aile : 32 mètres.
L'église est flanquée de deux chapelles : la plus petite ressemble à un perron. Elle est attenante à l'abside majeure. Ses arcs trapus prennent appui sur des piliers petits et ronds. L'autre côté des absides est longé d'une chapelle, plus grande, avec un tambour plus fort et plus élevé.    

## Histoire
- La première mention de l'église en pierre date de 1371.
- En 1535-1536, la première église est à ce point délabrée qu'un nouvel édifice est construit au même endroit.
- Selon la légende, Ivan le Terrible ordonna, lors de son passage près de cette église, de supprimer les battants et les anses de la cloche sous prétexte que celle-ci avait effrayé son cheval, tellement elle faisait de bruit. Des anses sectionnées s'échappa un flot de sang...
- 1941-1944 : durant la Seconde Guerre mondiale, l'église est gravement endommagée.
- Le 30 août 1960, une résolution du Conseil des ministres de la république socialiste fédérative soviétique de Russie a classé l'édifice comme étant d'intérêt culturel et historique national.

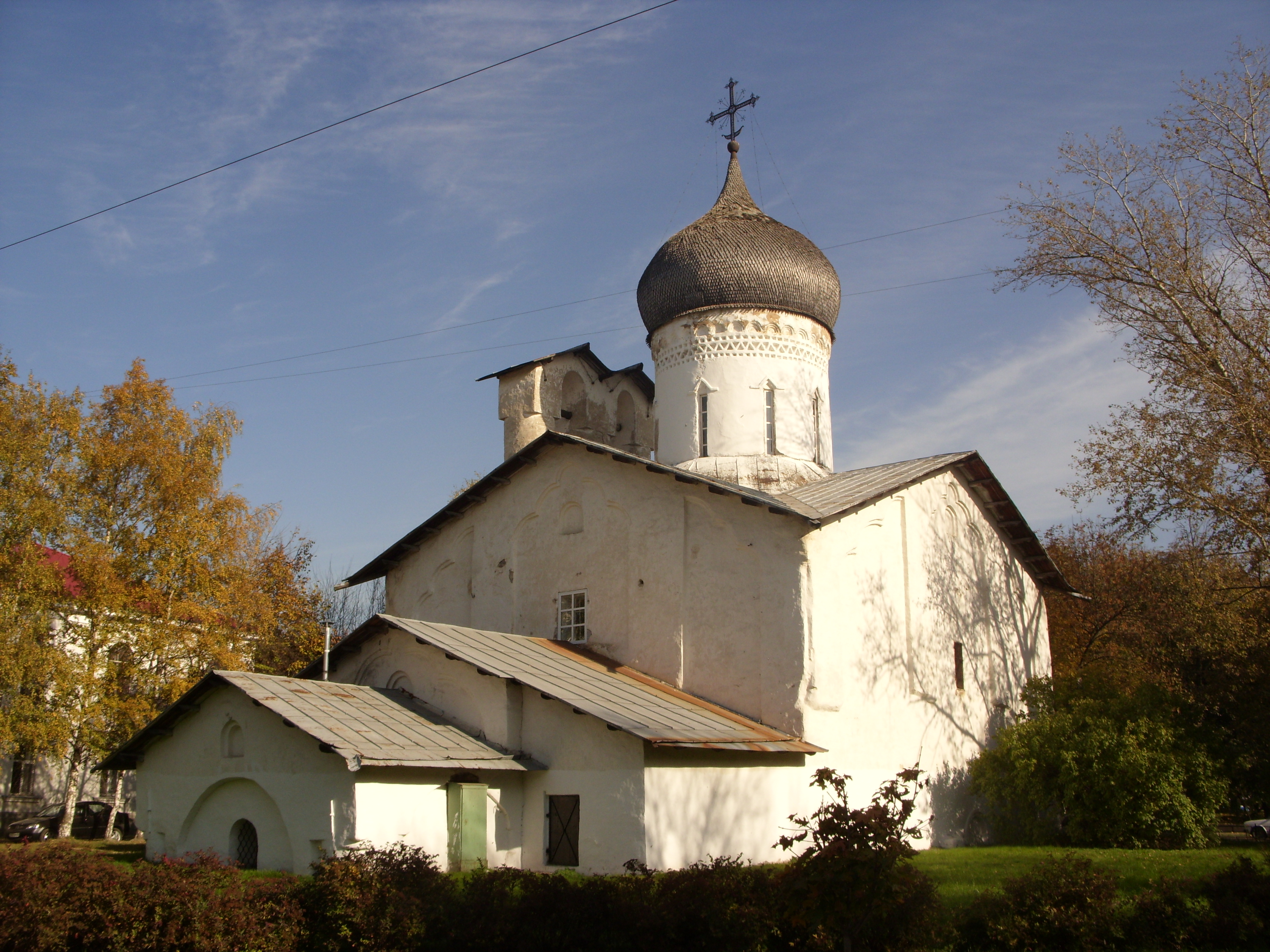
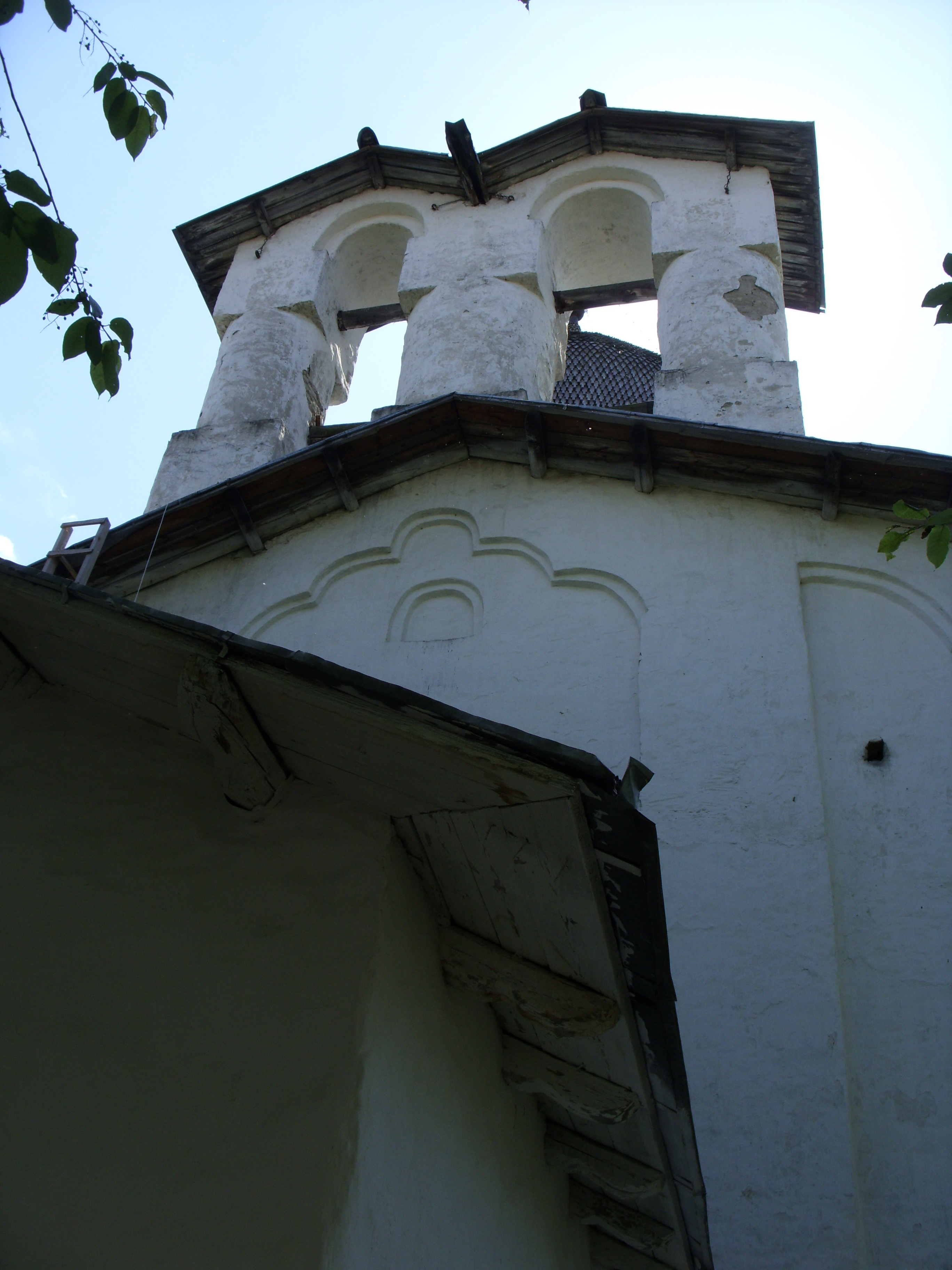
clocher-arcade
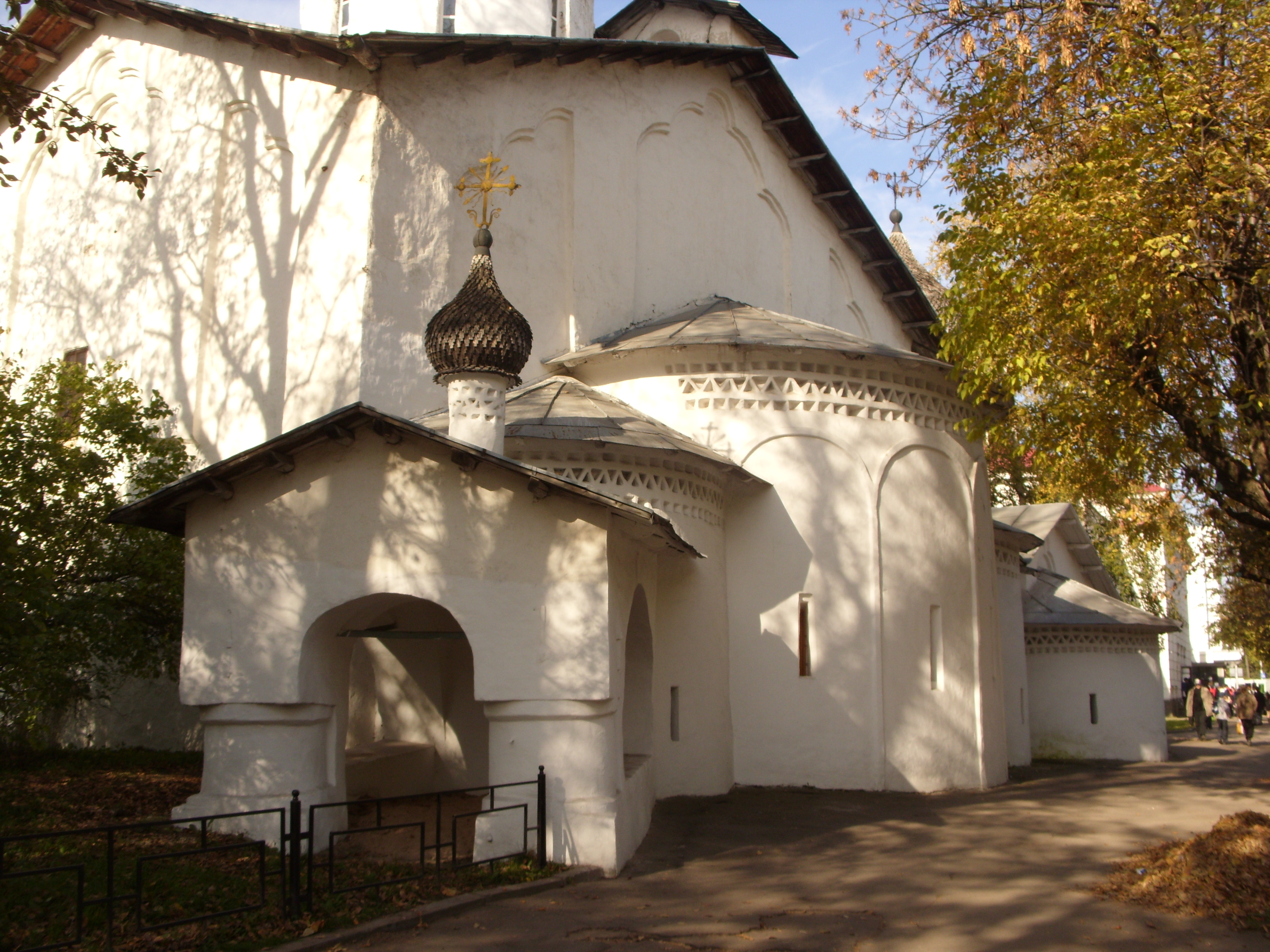
petite chapelle
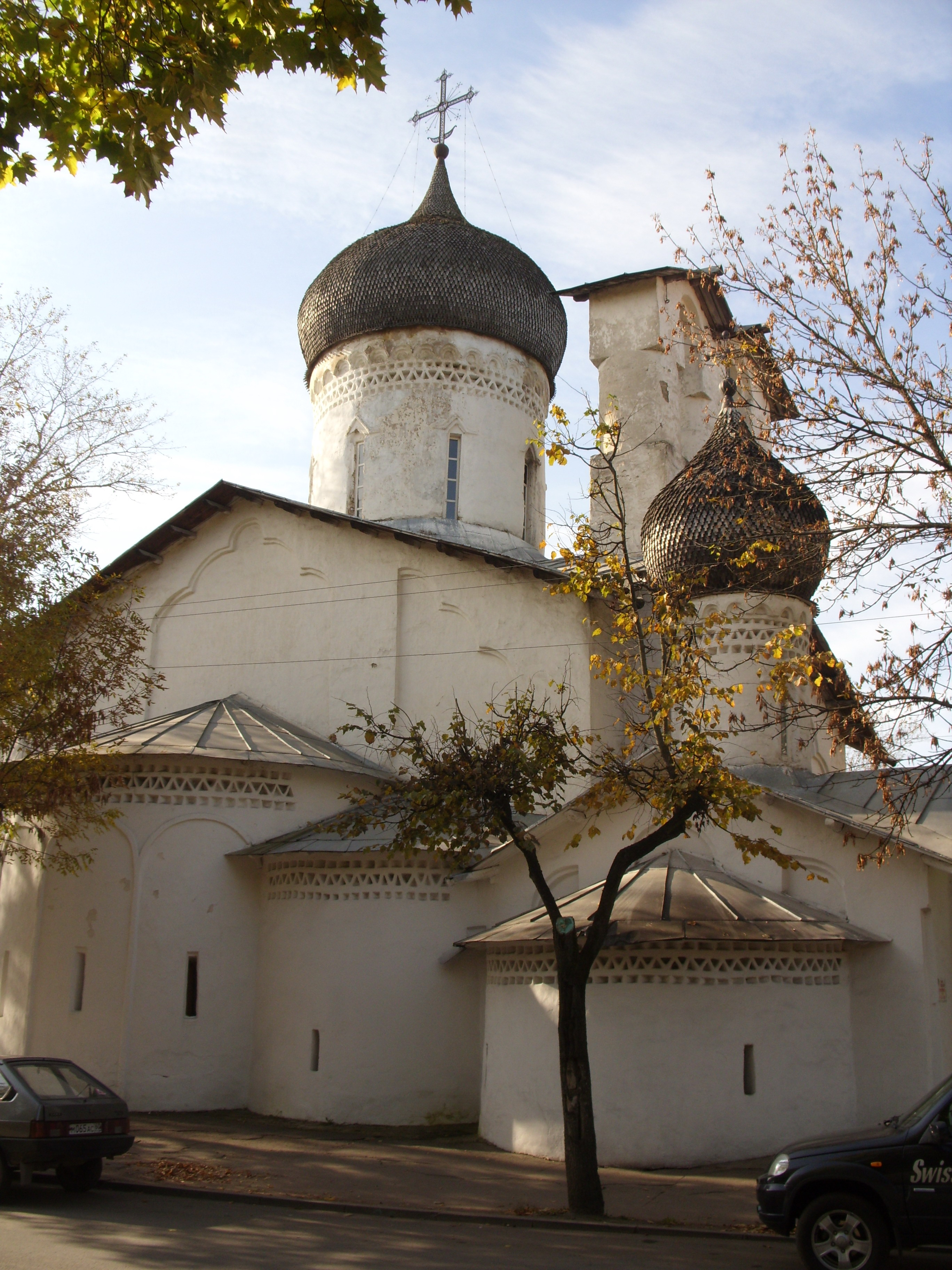
grande chapelle

## Restauration
- En 1945-1947, une première restauration a eu lieu sous la direction de l'architecte Iouri Spegalsky.
- En 1964-1966, le même architecte, avec son confrère B. S Skobeltsina, dirige une seconde restauration en particulier du clocher du côté nord.

## Consécration
- En novembre 2005, l'église a été consacrée et bénie par l'archevêque de Pskov Evsevi.
- Le 22 mai 2008, a eu lieu le premier office liturgique célébré par la métropolite Evsevi, après 80 ans d'interruption durant le régime soviétique.